# Un garçon de chez Véry
Un garçon de chez Véry est une comédie en un acte mêlée de couplets d'Eugène Labiche, représentée pour la première fois à Paris au Théâtre du Palais-Royal le 10 mai 1850 et publiée aux Éditions Michel Lévy.
Il s'agit d'une des quatre rares pièces (sur 174) que Labiche ait écrit seul, sans collaborateur dont :
- Un jeune homme pressé
- Un garçon de chez Véry
- Le Petit Voyage
- 29 degrés à l'ombre

## Distribution
| Acteurs et actrices ayant créé les rôles |                         |
| Personnage                               | Acteur ou actrice       |
| Antony, garçon de chez Véry              | Levassor                |
| Anatole Galimard, rentier                | Amant                   |
| Alexandre, officier de spahis            | M. Valaire              |
| Mme Galimard                             | Mlle Juliette Pelletier |